# Ross Thorne
Ross Thorne (* 7. November 1957 in Brisbane) ist ein ehemaliger australischer Squashspieler.

## Karriere
Ross Thorne war Ende der 1970er-Jahre sowie in den 1980er-Jahren auf der PSA World Tour aktiv. Seine beste Platzierung in der Weltrangliste erreichte er mit Rang vier im August 1986. Mit der australischen Nationalmannschaft nahm er 1979, 1981, 1983, 1985 und 1987 an der Weltmeisterschaft teil. Nach einem dritten Platz 1979 erreichte Thorne mit der Mannschaft 1981 das Endspiel gegen Pakistan, welches, ohne Einsatz von Thorne, mit 1:2 verloren wurde. 1983 und 1985 folgten erneut dritte Plätze, 1987 wurde Thorne mit der Mannschaft Vierter. Zwischen 1980 und 1988 stand er achtmal im Hauptfeld der Einzelweltmeisterschaft. Sein bestes Abschneiden war dabei zweimal das Erreichen des Viertelfinals. 1985 schied er in diesem gegen Jahangir Khan, 1986 gegen Chris Dittmar aus.
Er ist verheiratet mit Rhonda Thorne, geborene Shapland, die ebenfalls als Squashspielerin aktiv war.

## Erfolge
- Vizeweltmeister mit der Mannschaft: 1981